# 狐面

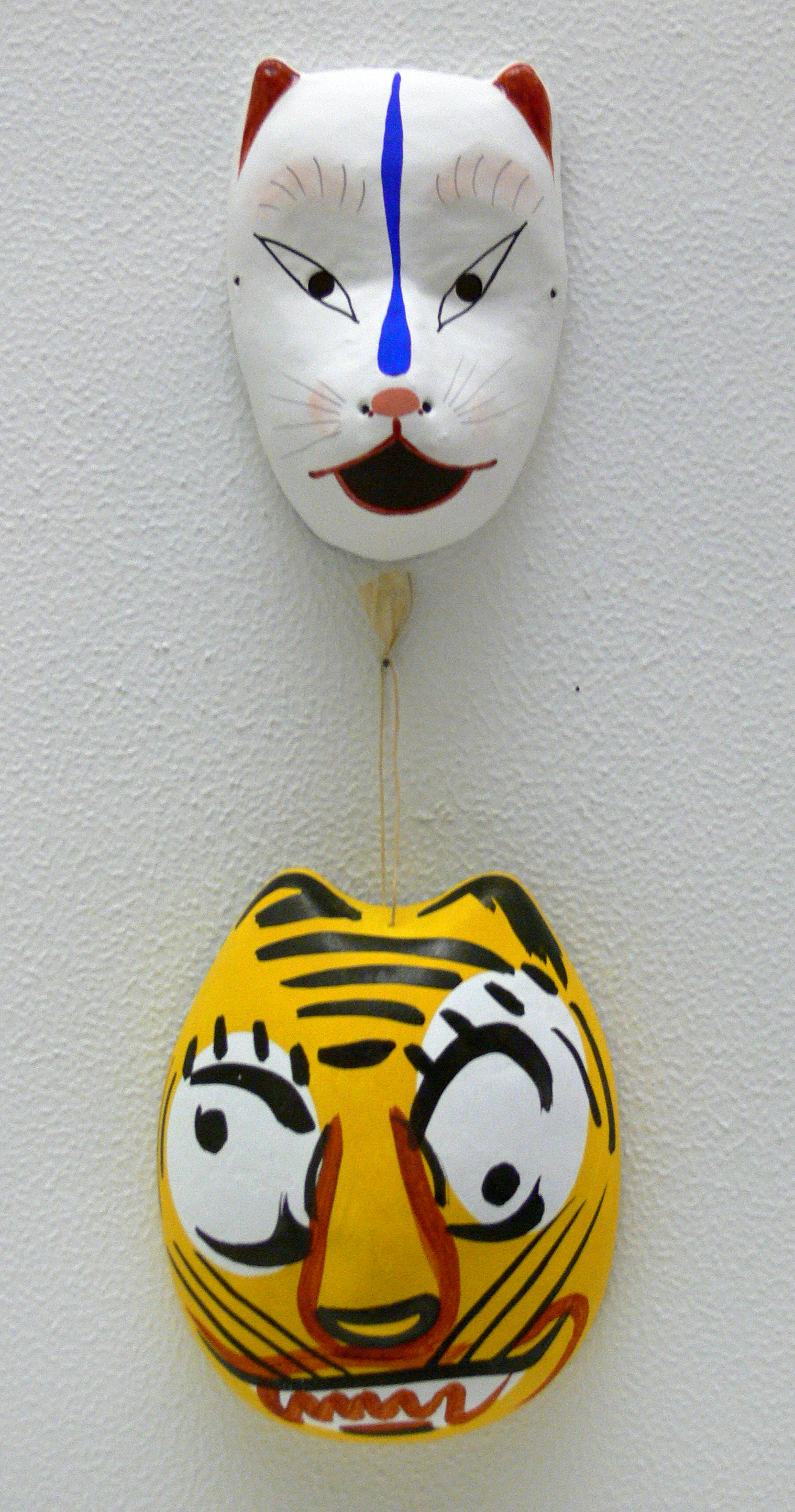
画面上が狐面、画面下が虎の面。（画像提供： FA2010）

狐面（きつねめん）は、日本の能楽や神楽で用いられる仮面あるいは郷土玩具である。また各地の神社（おもに稲荷神社）でとりおこなわれる祭りなどでも用いられている。

## 概要
狐の顔をかたどった仮面で、木や紙などを素材として作られている。用途などにあわせ各地にさまざまな形態が存在しているが、狐が稲荷神の使いであると考えられていた点から、豊穣をもたらす神楽などにも使用されて来た。神楽では「狐の舞」などがあり、福を授けるとされる男狐と女狐が舞う。女の狐が畑を耕し、男の狐が種子蒔きをする農作業の動作を模した舞をおどり、次に稲荷様が稲刈りをする舞をする。
狂言では『釣狐』などの曲で狐面が用いられている。

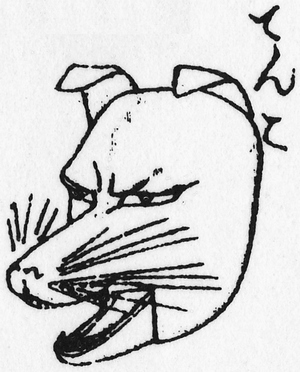
「北斎漫画」天狐1819年頃(文政2年)
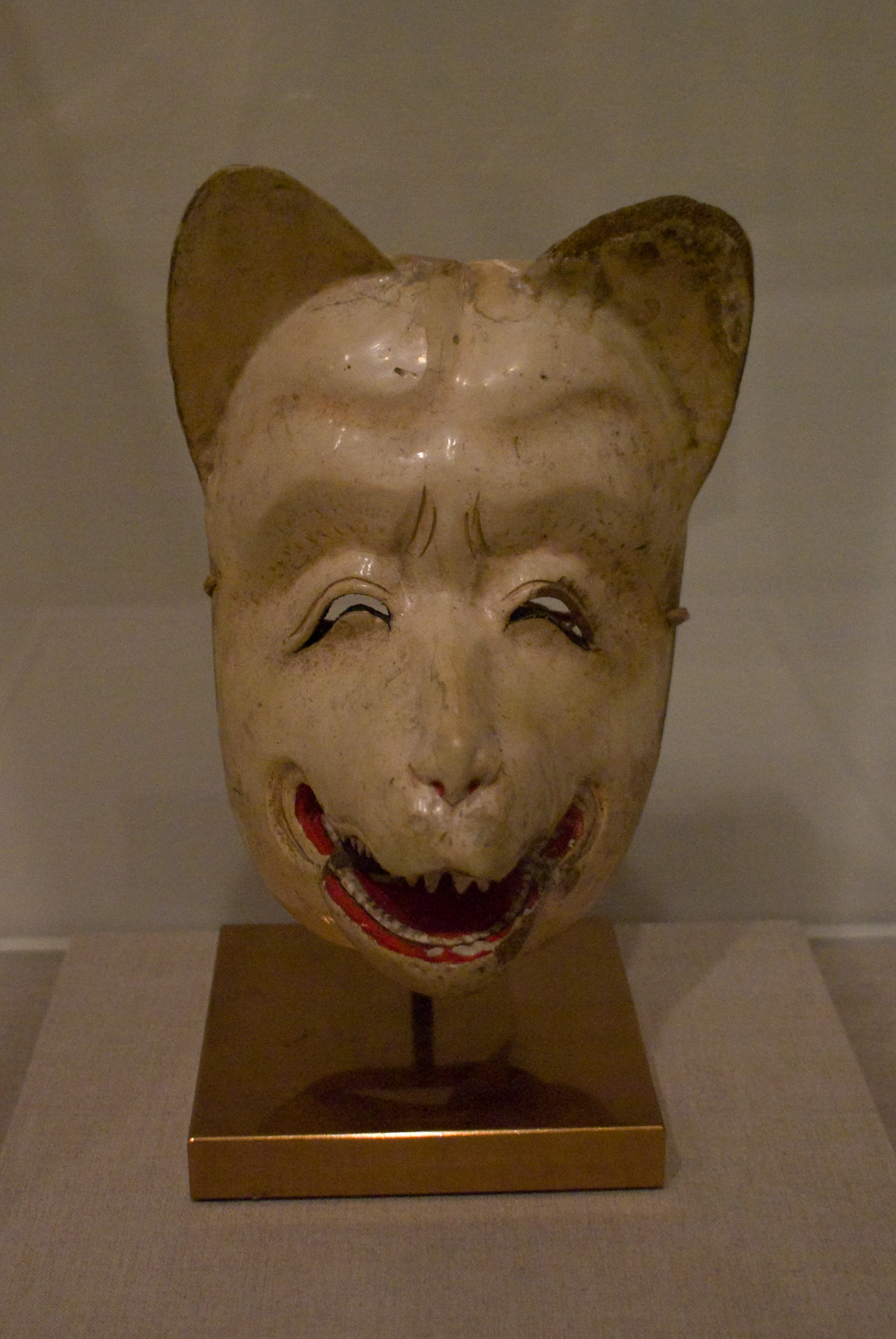
1725年頃
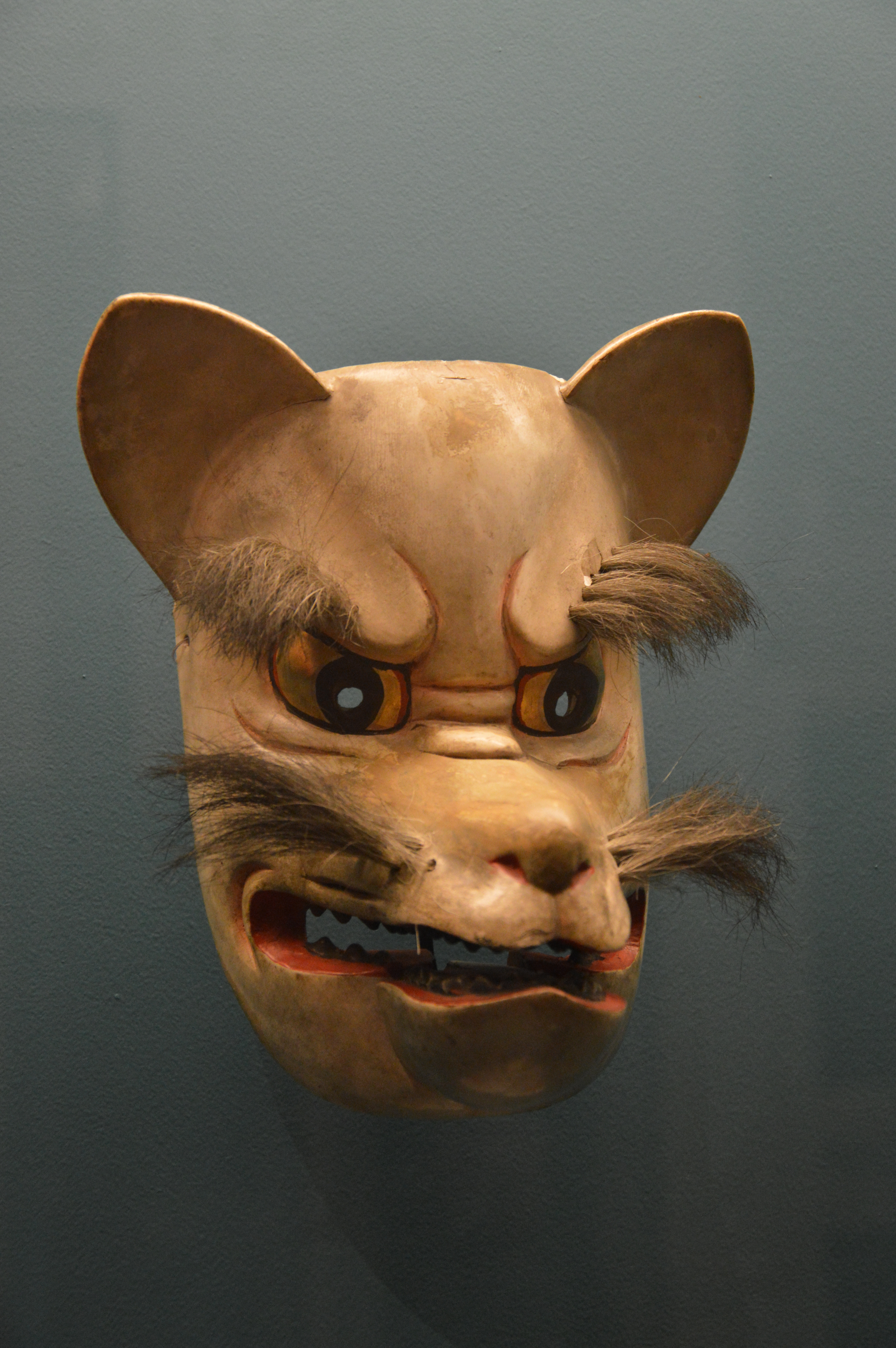
19世紀頃
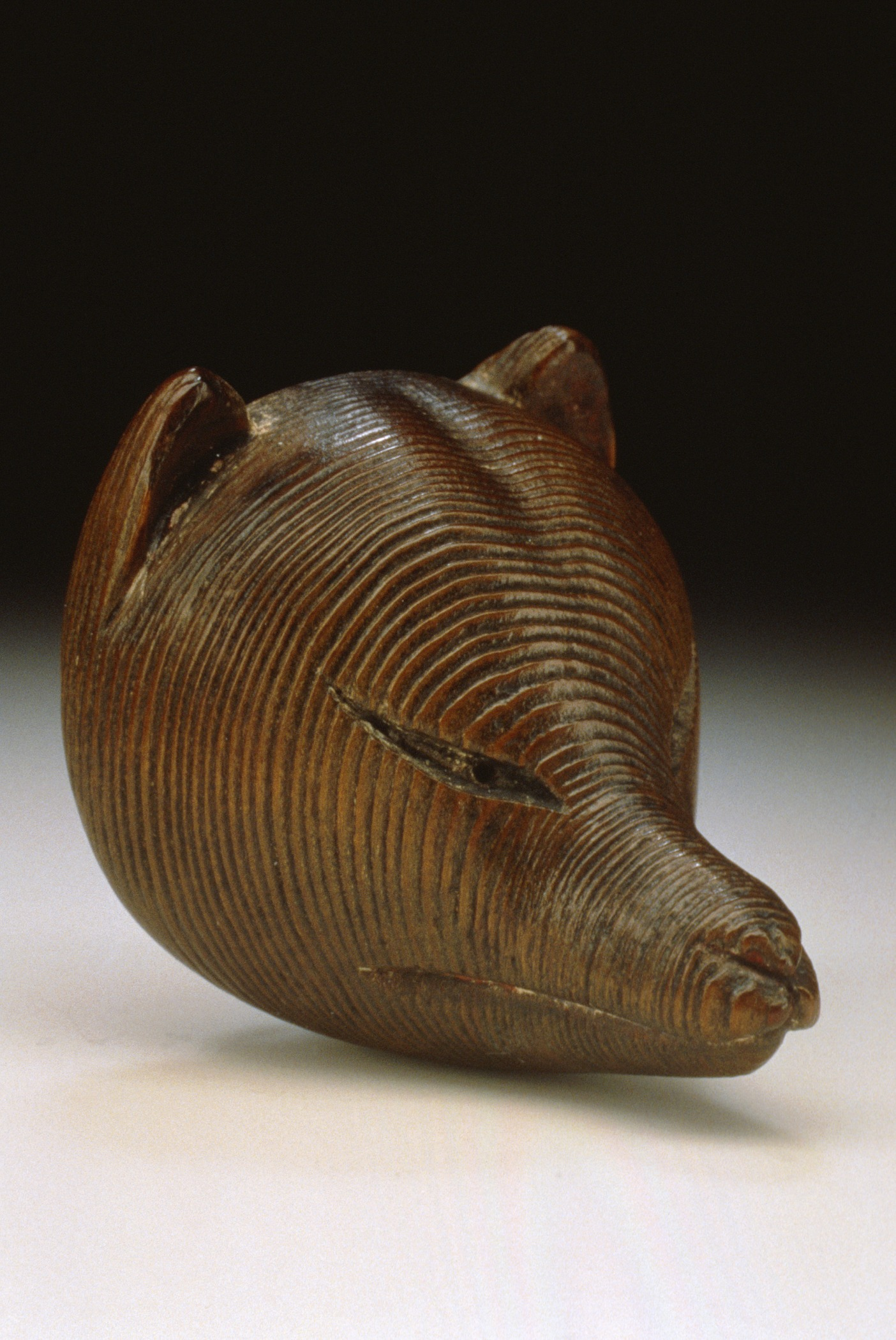
19世紀頃
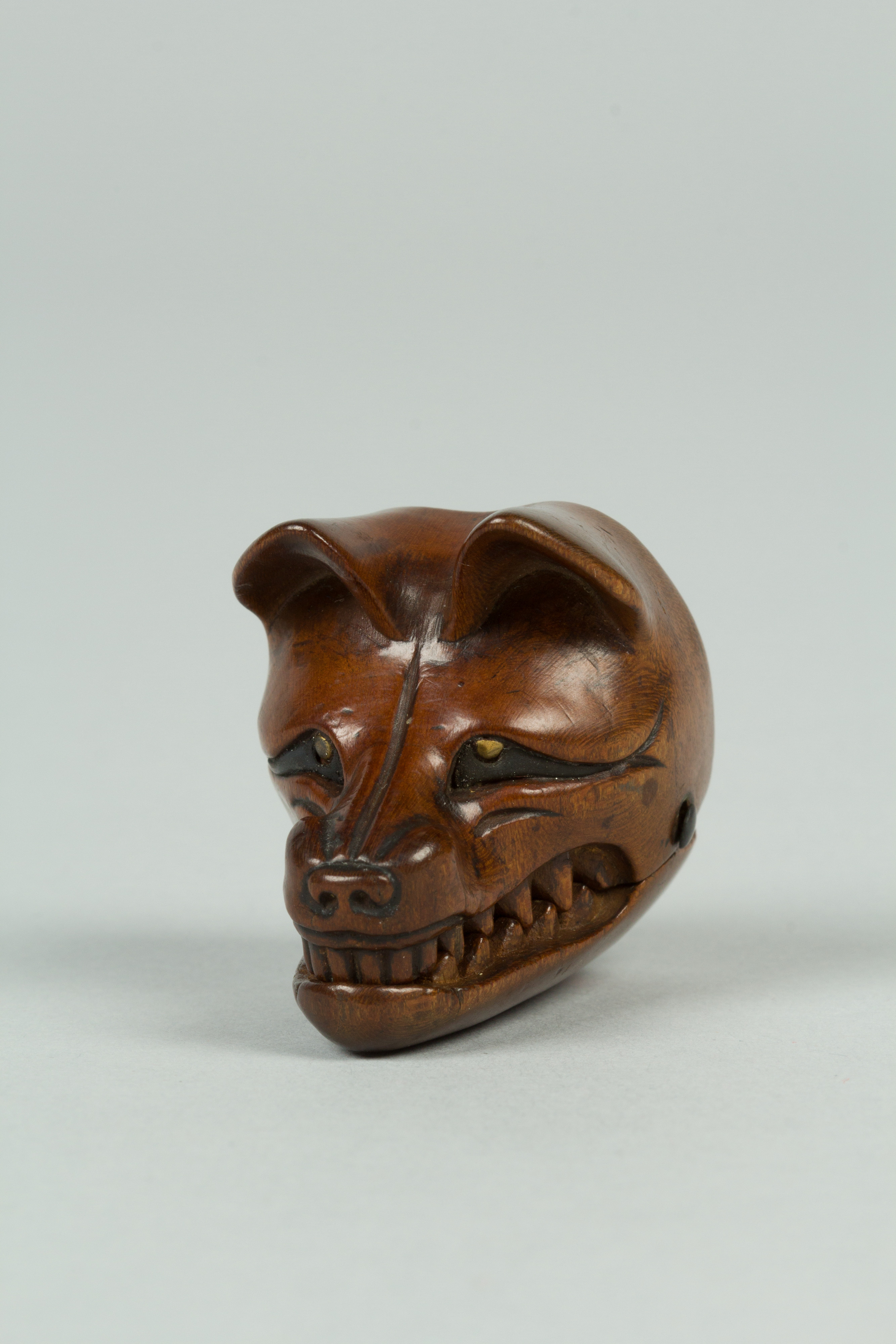
面を模した根付け(19世紀頃)

## 狐面を用いている各地の祭礼や行事

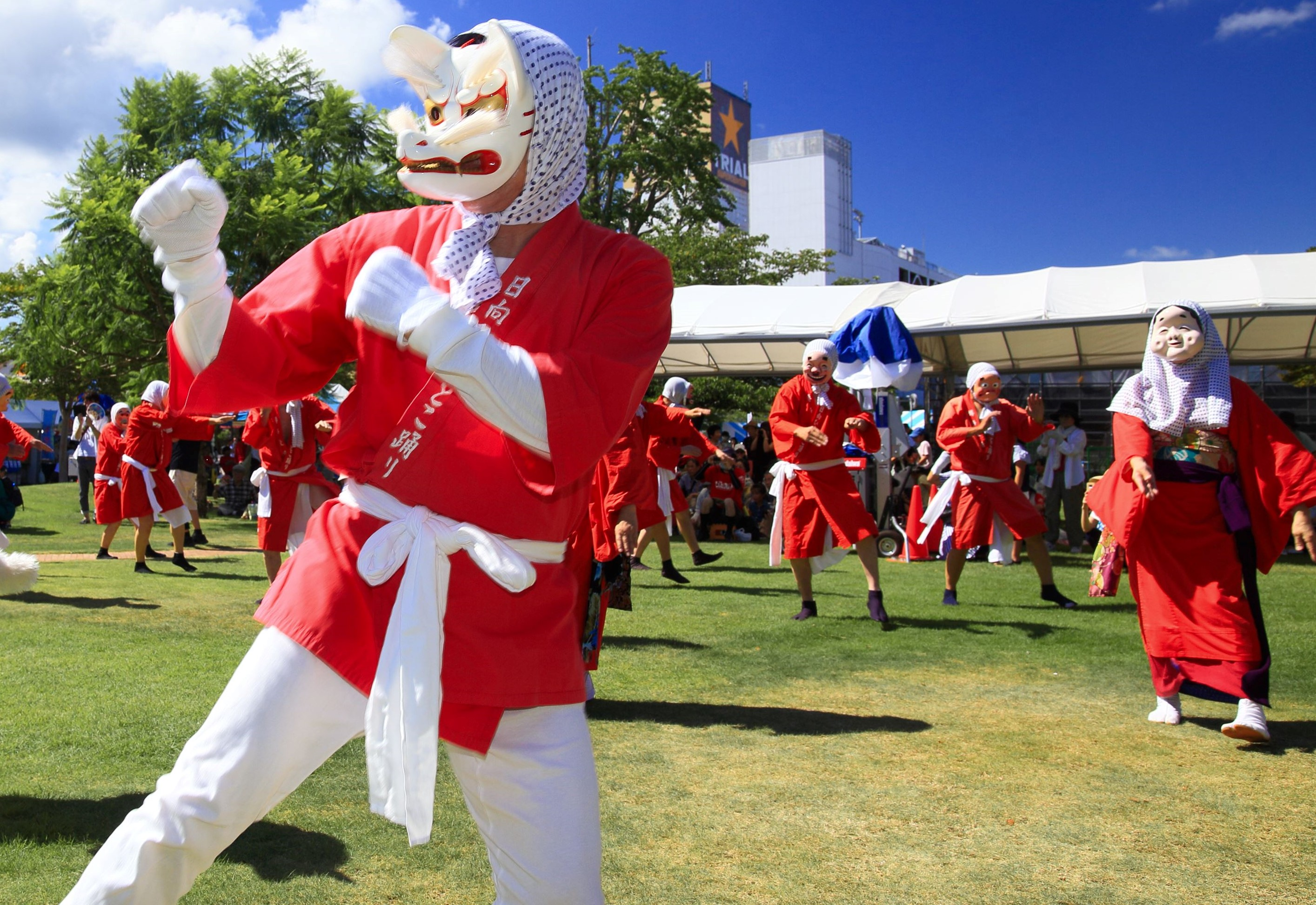
宮崎県日向ひょっとこ夏祭り

祭礼で神事として舞われる神楽や里神楽、付け祭りでの踊りなどにおける稲荷にかかわる所作を含んだ舞踊、または各地の神楽劇団などによって舞台にかけられている狐の登場する演目（神話や能狂言・歌舞伎を素材としている）などに狐面は使用されている。平成以降にはそのような祭礼の他にも、狐面を多くの参加者につけてもらう催しを伴う行事なども存在する。
太々神楽（栃木県野木町・野木神社）
五穀豊穣を願う神楽の中の天狐（男狐）白狐（女狐）がそれぞれ狐面をつける。
川越まつり（埼玉県川越市・川越氷川神社）
川越祭りでは、お囃子で舞う役割に「天狐」と呼ばれるものがあり、狐面をつける。
備中神楽（岡山県）
『玉藻前』などの演目に狐面が使用される。
石見神楽（島根県・広島県）
『黒塚』（能の『黒塚』と『殺生石』を合体させた内容が演じられる）などの演目に狐面が使用される。
狐の行列（東京都北区・王子稲荷神社）
大晦日の夜、面やメイクで狐に扮した人たちが王子装束稲荷神社に集まり、行列を成して大勢の見物に囲まれながら練り歩き王子稲荷へ参詣する「狐の行列」が1993年から実行されている。これは王子稲荷の装束榎にに伝わる「毎年大晦日になると、関東一円から狐が集まり装束を整えて、王子稲荷にお参りした」という言い伝えをもとに創案された。
狐の嫁入り（京都府）
狐のお面をかぶった花嫁姿の女性が乗った人力車と提灯行列で再現し、知恩院の三門から高台寺まで巡行する。花嫁として参加した未婚の女性は良縁に恵まれ、既婚の女性は幸せが訪れると言われている。（京都・東山花灯路）
狐舞（東京都台東区）
江戸時代の吉原で大晦日や節分に行われていた年中行事で、狐の面をかぶり、両手に御幣または御幣と鈴を持った人物が舞う。厄払いや悪魔払いとして門付けをしていたもので、獅子舞などと同様の形態のものである。
中断されていたが、浮世絵などに描かれている姿を参考に、囃子の音色など不明な点が多いものの僅かな文献を頼りに、平成に入ってから有志が「狐舞」（きつねまい）として復元・創作を試みている。